# Museu d'Història Natural de les Seychelles
El Museu d'Història Natural de les Seychelles és un museu d'història natural de les Seychelles.
El museu està situat a prop de l'oficina principal de correus de la capital de les Seychelles, la ciutat de Victòria de l'Illa de Mahé. Hi ha seccions de botànica, zoologia, geologia i antropologia.